# ニッサン・ドライバー・デベロップメント・プログラム
ニッサン・ドライバー・デベロップメント・プログラム（英: NISSAN DRIVER DEVELOPMENT PROGRAM）は、日産自動車が主催する、「世界に通用する若手ドライバーの育成」を目標にしたスカラシップ・プロジェクトである。略称は「NDDP」。

## 概要
F1に参戦をしていたトヨタやホンダは、それぞれ独自の若手ドライバーの育成プログラムとして、トヨタ・ヤングドライバーズ・プログラム（TDP）やホンダ・フォーミュラ・ドリーム・プロジェクト（HFDP）を展開し、若手ドライバーをメジャーカテゴリー（F1、インディカー・シリーズ など）に送り出すなどの成果を挙げていた。
それまで同様のプログラムを行なっていなかった日産は、2006年にトヨタ、ホンダと共に新しいジュニア・フォーミュラカーシリーズであるフォーミュラチャレンジ・ジャパン（FCJ）立ち上げた際、独自の育成プログラムである「NDDP」を開始した。以後、毎年数名のドライバーに対し支援をおこなっていて、2007年以降はFCJでの成績上位者に対し「日産アドバンススカラーシップ」として全日本F3選手権およびSUPER GTへのステップアップも支援していた。
2011年から全日本F3選手権・Nクラスに「NDDP RACING」の名称で参戦を開始し、監督に長谷見昌弘を起用。2014年からは「B-MAX Racing Team with NDDP」として全日本選手権クラスに参戦を開始した。なお、全日本F3選手権では日産がF3用エンジンのワークス供給を行っていないことから、2015年までは競争相手のTOM'Sエンジンを使用していたが、2016年からはフォルクスワーゲンにエンジンをスイッチし、このようなねじれ現象は解消された。全日本F3選手権への参戦は2017年をもって終了した。
SUPER GTへは、2012年から2017年までFIA GT3仕様のGT-RでGT300クラスに参戦。2018年からは前年までのMOLAの参戦枠を事実上引き継ぐ形で、GT500クラスに参戦を開始したが、2019年はドライバーが育成選手以外の2人（平手晃平、フレデリック・マコヴィッキィ）に交代されている。
実際のチーム運営は外部委託しており、2013年まではノバ・エンジニアリング、2014年からはB-MAX RACING TEAM、2022年からはNISMOが担当している。
2024年からエントラント名を「NDDP RACING」から「NISMO NDDP」に変更した。
日産が『グランツーリスモシリーズ』（SCEI）とのタイアップで、主に欧州で展開しているGTアカデミーとも協力しており、ルーカス・オルドネス、ヤン・マーデンボローらが、過去にGTアカデミーからNDDPに参加している。

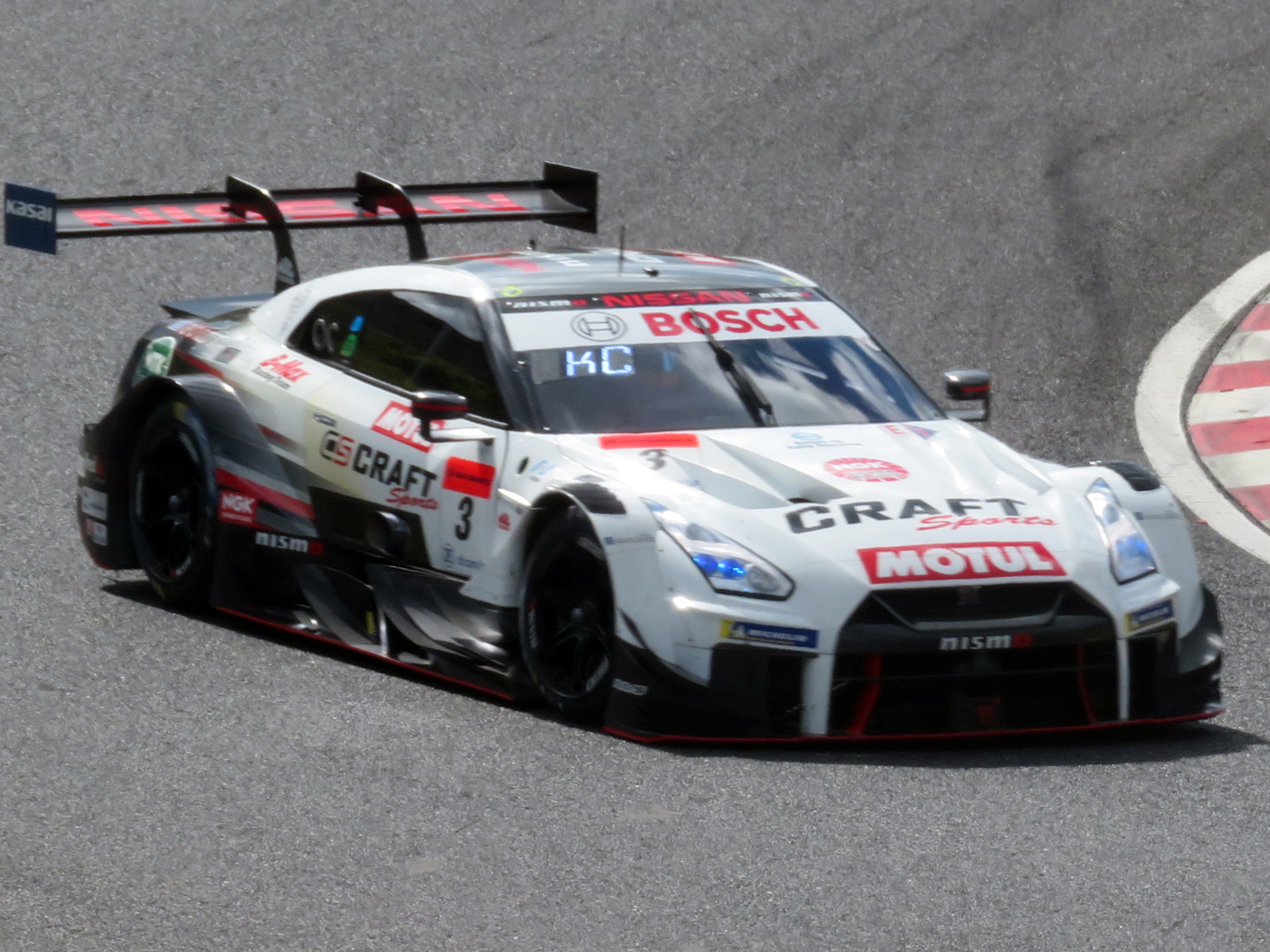
CRAFTSPORTS MOTUL GT-R（2020年）
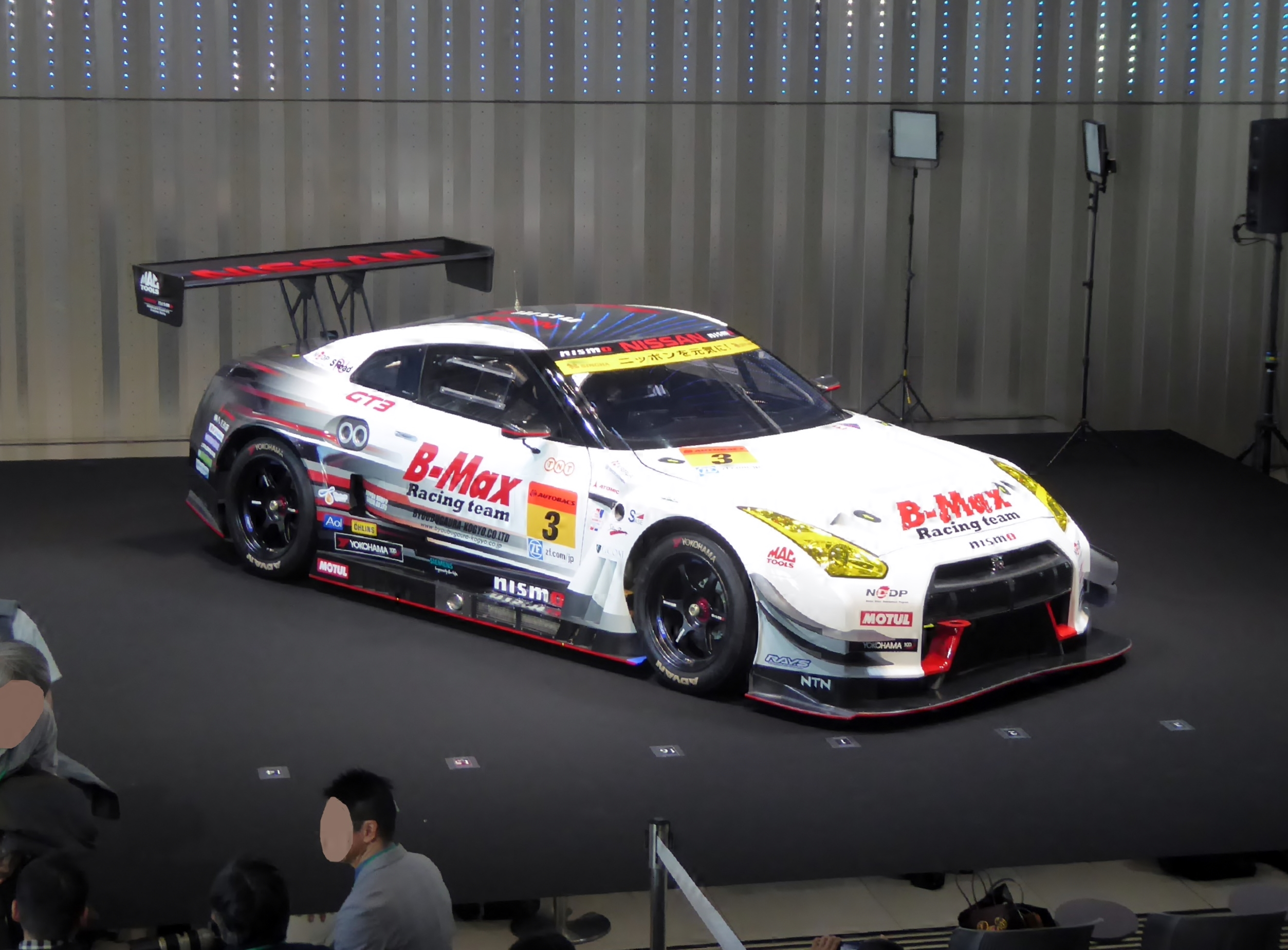
B-MAX NDDP GT-R (2017年)

## 戦績

### SUPER GT
| 年     | エントラント名         | Car No. | 使用車両               | ドライバー                                                   | クラス | 1       | 2       | 3      | 4       | 5       | 6      | 7       | 8       | 順位  | ポイント |
| ------ | ---------------------- | ------- | ---------------------- | ------------------------------------------------------------ | ------ | ------- | ------- | ------ | ------- | ------- | ------ | ------- | ------- | ----- | -------- |
| 2012年 | NDDP RACING            | 3       | 日産・GT-R NISMO GT3   | 関口雄飛（Rd.1-5,7-8） 佐々木大樹（Rd.5,6） 千代勝正         | GT300  | OKA 19  | FSW 18  | SEP 4  | SUG 1   | SUZ 2   | FSW 9  | AUT 19  | TRM 6   | 5位   | 71       |
| 2013年 | NDDP RACING            | 3       | 日産・GT-R NISMO GT3   | 星野一樹 佐々木大樹 ルーカス・オルドネス（Rd.5）             | GT300  | OKA Ret | FSW Ret | SEP 10 | SUG 9   | SUZ 9   | FSW 5  | AUT Ret | TRM 9   | 14位  | 27       |
| 2014年 | NDDP RACING            | 3       | 日産・GT-R NISMO GT3   | 星野一樹 ルーカス・オルドネス ウォルフガング・ライプ（Rd.6） | GT300  | OKA 4   | FSW 5   | AUT 4  | SUG 9   | FSW 10  | SUZ 19 | CHA 1   | TRM 8   | 4位   | 48       |
| 2015年 | NDDP RACING            | 3       | 日産・GT-R NISMO GT3   | 星野一樹 高星明誠 ウォルフガング・ライプ（Rd.5）             | GT300  | OKA 8   | FSW 2   | CHA 1  | FSW Ret | SUZ 14  | SUG 8  | AUT 1   | TRM Ret | 3位   | 75       |
| 2016年 | NDDP RACING            | 3       | 日産・GT-R NISMO GT3   | 星野一樹 ヤン・マーデンボロー                                | GT300  | OKA 10  | FSW 1   | SUG 5  | FSW 6   | SUZ 10  | CHA 2  | TRM 13  | TRM 6   | 4位   | 76       |
| 2017年 | NDDP RACING            | 3       | 日産・GT-R NISMO GT3   | 星野一樹 高星明誠                                            | GT300  | OKA 7   | FSW 6   | AUT 9  | SUG 8   | FSW Ret | SUZ 14 | CHA 9   | TRM 10  | 16位  | 17       |
| 2018年 | NDDP RACING with B-MAX | 3       | 日産・GT-R NISMO GT500 | 本山哲 千代勝正                                              | GT500  | OKA 7   | FSW 10  | SUZ 7  | CHA 13  | FSW 15  | SUG 8  | AUT 13  | TRM 9   | 13位  | 34       |
| 2019年 | NDDP RACING with B-MAX | 3       | 日産・GT-R NISMO GT500 | 平手晃平 フレデリック・マコヴィッキィ                        | GT500  | OKA 4   | FSW 6   | SUZ 9  | CHA 6   | FSW 11  | AUT 11 | SUG 1   | TRM DNS | 6位   | 54       |
| 2020年 | NDDP RACING with B-MAX | 3       | 日産・GT-R NISMO GT500 | 平手晃平 千代勝正                                            | GT500  | FSW 7   | FSW 8   | FSW 6  | TRM 7   | FSW Ret | SUZ 4  | TRM 15  | FSW 6   | 10位  | 48       |
| 2021年 | NDDP RACING with B-MAX | 3       | 日産・GT-R NISMO GT500 | 平手晃平 千代勝正                                            | GT500  | OKA 9   | FSW 5   | SUZ 2  | TRM 6   | SUG Ret | AUT 4  | TRM 14  | FSW 8   | 8位   | 58       |
| 2022年 | NDDP RACING            | 3       | 日産・Z GT500          | 千代勝正 高星明誠                                            | GT500  | OKA 5   | FSW 15  | SUZ 1  | FSW 12  | SUZ 4   | SUG 1  | AUT 7   | MOT 4   | 2位   | 86.5     |
| 2023年 | NDDP RACING            | 3       | 日産・Z GT500          | 千代勝正 高星明誠                                            | GT500  | OKA 2   | FSW 5   | SUZ 4  | FSW 1   | SUZ 12  | SUG 9  | AUT 3   | MOT 13  | 2位   | 85       |
| 2024年 | NISMO NDDP             | 3       | 日産・Z NISMO GT500    | 高星明誠 三宅淳詞                                            | GT500  | OKA 6   | FSW 1   | SUZ 8  | FSW 12  | SUZ 7   | SUG 6  | AUT 3   | MOT 7   | 3位   | 76       |
| 2025年 | NISMO NDDP             | 3       | 日産・Z NISMO GT500    | 佐々木大樹 三宅淳詞                                          | GT500  | OKA 10  | FSW 10  | SEP 11 | FSW     | SUZ     | SUG    | AUT     | MOT     | 13位* | 9*       |